# Smar
Smar o Smâr (àrab: الصمار, aṣ-Ṣmār) és una ciutat de Tunísia a la governació de Tataouine, al nord-est de la governació, situada uns 31 km a l'est de la ciutat de Tataouine. La població és d'uns 5.000 habitants i és capçalera d'una delegació amb una població de 13.270 habitants al cens del 2004.

## Situació
La ciutat es troba uns 3 km al sud de Krichaou, que és a la carretera que porta a Tataouine (Smar és a un desviament d'aquesta carretera) i continuant cap al sud, entre 10 i 15 km, s'hi localitzen alguns ksars: Ksar Mhira, Ksar Ouled Aoun i Ksour Cherchara (aquest darrer el més proper). Una mica més al sud, a la vora del Ksar Mhira, hi ha la sabkha d'Oum El Krialate.

## Economia
El territori és àrid i l'economia es basa en els ramats i l'agricultura d'oasi.

## Administració
Com a delegació o mutamadiyya, duu el codi geogràfic 53 53 (ISO 3166-2:TN-12) i està dividida en vuit sectors o imades:
- Kerchaou (53 53 51)
- Smar (53 53 52)
- El Ghariani (53 53 53)
- Errahech (53 53 54)
- El Morra (53 53 55)
- Ksar Aoun (53 53 56)
- Ksar Mehira (53 53 57)
- Beni Mehira Est (53 53 58)

Al mateix temps, des de l'11 de setembre de 2015 forma una municipalitat o baladiyya (codi geogràfic 53 16), constituïda pel decret governamental núm. 2015-1263.